# Aliwal-Noord
Aliwal-Noord (Engels: Aliwal North) is een plaats in de Zuid-Afrikaanse provincie Oost-Kaap.
Aliwal-Noord telt ongeveer 16.000 inwoners en is de hoofdplaats van de gemeente Walter Sisulu, voorheen Maletswai.

## Subplaatsen
Het nationaal instituut voor de statistiek, Stats SA, deelt sinds de census 2011 deze hoofdplaats in in 7 zogenaamde subplaatsen (sub place), waarvan de grootste zijn:

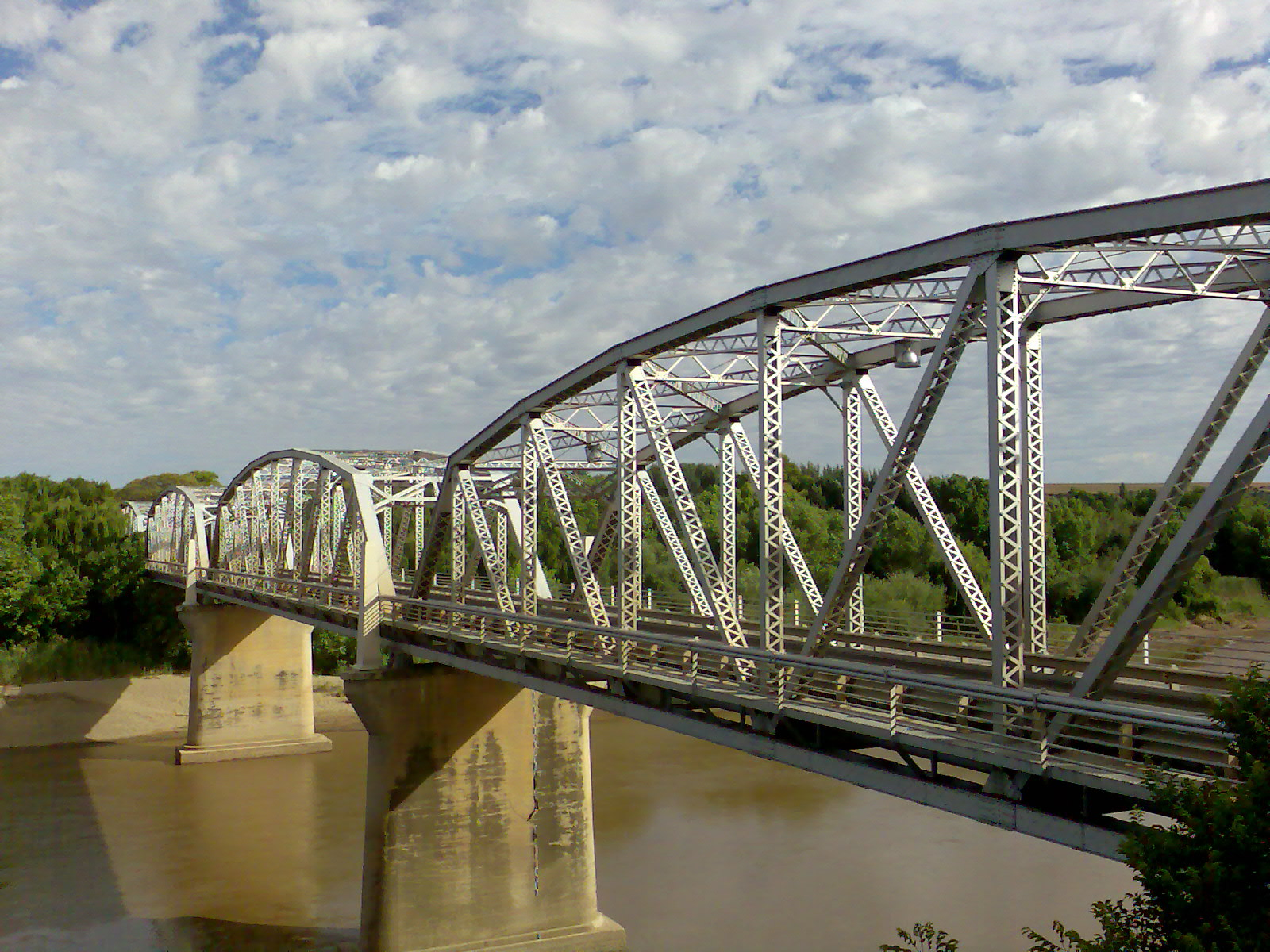
De Hertzogbrug in Aliwal-Noord strekt over de Oranjerivier

- Aliwal-Noord
- Hilton
- Joe Gqabi

## Geboren
- Bennie Osler (1901) Springbok rugbyspeler
- Joan Hambidge (1956), dichteres, schrijfster en literatuurcritica
- Dr. Ferdinand Postma, theoloog
- Ds. Dirk Postma, een theoloog in de Gereformeerde Kerk.
- Hannes van Wyk, acteur